# مودرا

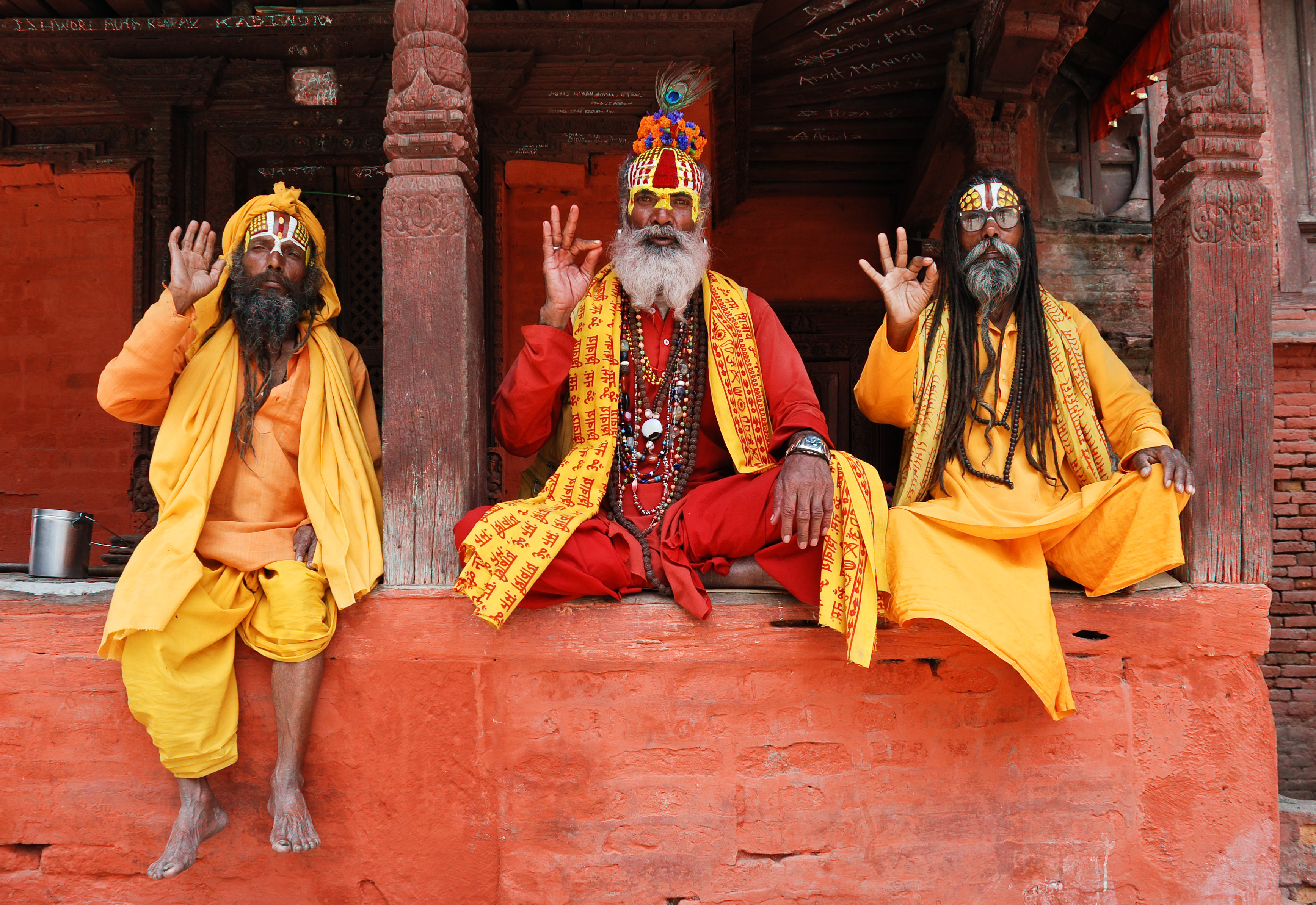
سه مرتاض هندو در حال ژست مودرا در کاتماندو واقع در کشور نپال

مودرا (به انگلیسی: (mudra (muˈdrɑ:) ژستی نمادین یا تشریفاتی در آیین هندو، جینیسم و بودایی است. برخی مودراها کل بدن را شامل می‌شوندو غالباً با دست‌ها و انگشتان همراه با آسانا (در حالت نشسته) انجام می‌شود و از آن‌ها در تمرینات مراقبه استفاده می‌شود. یک ژست معنوی و یک مهر پر انرژی از اعتبار به کار رفته در the و تمرین معنوی مذاهب هندی است.
در هاتا یوگا، مودراها به همراه با پرانایاما (تمرین تنفس یوگا)، به‌طور کلی در یک حالت نشسته، برای تحریک بخش‌های مختلف بدندرگیر با تنفس و تأثیر بر جریان چاکرای بیندو (انرژی روانی - جنسی مردانه)، بودی‌چیتا (یا ذهن بیدار یعنی دور شدن از خود و رفتن به سوی دیگری خواهی)، آمریتا (یعنی فناناپذیری یا بی‌مرگی)، یا آگاهی در بدن به کار می‌روند.
مودرا اصطلاحی‌ست با معانی بسیار. به‌طور معمول، واژهٔ مودرا برای نشانه‌گذاری یک ژست، یا یک نحوهٔ رازآمیز قرارگرفتنِ دستان، یا ایجاد مُهروموم، و حتی به عنوان یک سمبل بکار می‌رود. با این وجود، چیزهای دیگری نظیر شیوه‌های قرارگرفتن چشمان، پوسچرهای بدنی، و تکنیک‌های تنفسی وجود دارد که به آن‌ها نیز مودرا گفته می‌شود. این سمبل‌های انگشتان، چشمها، و پوسچر‌های بدنی می‌توانند به‌طور دقیق مرحله‌ای از فرایند آگاهی را آشکار کنند.
حالت‌های نمادین انگشت‌ها، چشم‌ها، یا بدن می‌توانند کیفیت‌های خاصی از هوشیاری یا بعضی رخدادها را به تصویر بکشند یا به کیفیت‌های خاص هوشیاری که نماد آن هستند، منجر شوند.
انواع مودرا:
1. Abhaya Mudra
2. Bhūmisparśa
3. Dharmachakra
4. Dhyāna
5. Varada
6. Vajra
7. Vitarka
8. Jnana
9. Karana

## انواع مودراها در یوگا[۴]

### هاست (hasta)، مودراهای دست
که با تمرکز همراه هستند و سیر پراناهای جذب شده به وسیلهٔ دست‌ها را به بدن بازمی‌گردانند. مودراهای مرتبط با شست و انگشت اشاره، در هر حرکت طریف، موتور مغز را به کار می‌اندازند و سبب می‌شوند توده‌ای از انرژی تولید کنند، و با حرکت به سمت پائین و دست‌ها دوباره به مغز برگردانده شوند و آگاهی ذهنی را باطنی کنند، سبب درون نگری شده، و پنج روش زیر را شامل می‌شوند:
- گیانا مودرا (Gyana mudra)
- چین مودرا (Chin mudra)
- یونی مودرا (Yoni mudra)
- بهیراوا مودرا (Bhairava mudra)
- هریدایا مودرا (Hridaya mudra)

### مایا (maya)، مودراهای سر
که قسمتی از تمرینات کندالینی یوگا هستند و پاره‌ای از آن‌ها از گروه تمرینات تمرکزی‌اند. در این مودراها، از چشم‌ها، گوش‌ها، بینی و زبان استفاده می‌شود. مانند:
- شامبهاوی مودرا (Shambhavi mudra) – خیره شدن به نقطهٔ بین ابروها.
- ناسیکاگرا دریشتی (Nasikagra drishti) دریشتی خیره شدن به نوک بینی.
- کچاری مودرا (Kechari mudra)
- کاکی مودرا (Kaki mudra)
- بهوجانگینی مودرا (Bhujangini mudra)
- بهوچاری مودرا (Bhoochar mudra)
- آکاشی مودرا (Akashi mudra)
- شان موکی مودرا (Shanmukhi mudra)
- یون مانی مودرا (Unmani mudra)

### کایا (kaya)
این تمرینات که از حالات مختلف کیفی بدن استفاده می‌کنند و با تنفس و تمرکز آمیخته شده‌اند عبارتند از:
- پرانا مودرا (Prana mudra)
- وی پاریتا کارانی مودرا (Vipareeta karani mudra)
- یوگا مودرا (Yoga mudra)
- پاشی نی مودرا (Pashinee mudra)
- مان دوکی مودرا (Manduki mudra)
- تاداگی مودرا (Tadagi mudra)

### قفل‌ها
ترکیبی از مودراها و انقباض‌ها هستند که در بیداری کندالینی به کار گرفته می‌شوند و عبارتند از:
- ماها مودرا (Maha mudra)
- ماها بهدا مودرا (Maha bheda mudra)
- ماها ودا مودرا (Maha vedha mudra)

### آدهارا، مودراهای عجانی
این مودراها جهت پرانا را از پائین‌ترین نقاط بدن به مغز تغییر می‌دهند. مودراهایی که در رابطه با تصعید نیروی جنسی می‌باشند در این گروه قرار دارند و عبارتند از:
- آشوینی مودرا (Ashwini mudra)
- واجرولی / ساهاجولی مودرا (Vajroli/Sahajoli mudra)